# Serradigitus gigantaensis
Espèce
Synonymes
- Vaejovis gigantaensis Williams, 1980

Serradigitus gigantaensis est une espèce de scorpions de la famille des Vaejovidae.

## Distribution
Cette espèce est endémique de Basse-Californie du Sud au Mexique. Elle se rencontre dans la sierra de la Giganta.

## Description
Le mâle holotype mesure 21,0 mm.

## Systématique et taxinomie
Cette espèce a été décrite sous le protonyme Vaejovis gigantaensis par Williams en 1980. Elle est placée dans le genre Serradigitus par Williams et Berke en 1986.

## Étymologie
Son nom d'espèce, composé de giganta et du suffixe latin -ensis, « qui vit dans, qui habite », lui a été donné en référence au lieu de sa découverte, la sierra de la Giganta.

## Publication originale
- Williams, 1980 : « Scorpions of Baja California, Mexico, and adjacent islands. » Occasional Papers California Academy of Sciences, no 135, p. 1-127 (texte intégral).